# Alessandra Giliani
Alessandra Giliani, italijanska anatomka, * 1307, † 26. marec 1326.